# Wolfram Höll
Wolfram Höll  (* 1986 in Leipzig) ist ein deutscher Dramatiker.

## Leben
Wolfram Höll studierte Literarisches Schreiben am Schweizerischen Literaturinstitut Biel und Theater an der Hochschule der Künste Bern. Er ist Sohn von Barbara Höll.
Er wurde 2012 zum Heidelberger Stückemarkt und zum Berliner Stückemarkt eingeladen. Er erhielt für das Stück Und dann in Heidelberg den Nachwuchspreis des Freundeskreises des Theaters Heidelberg, in Berlin den Preis „Theatertext als Hörspiel“ in Kooperation mit Deutschlandradio Kultur sowie den Literaturpreis des Kantons Bern 2013. Und dann wurde im Oktober 2013 am Schauspiel Leipzig in der Regie von Claudia Bauer als Sprechmusikstück uraufgeführt. Höll wurde für Und dann bei den Stücken 2014 mit dem Mülheimer Dramatikerpreis ausgezeichnet. Den Mülheimer Dramatikerpreis erhielt er 2016 erneut für sein Theaterstück Drei sind wir.
Höll bekam 2014 einen einjährigen Vertrag als Hausautor am Theater Basel.
Höll lebt in Biel in der Schweiz.

## Werke
- Und dann, 2013
- Drei sind wir, 2016
- Disko, 2019[5]

## Hörspiele
- 2012: Und dann – Regie: Cordula Dickmeiß (Hörspiel – DKultur)

## Auszeichnungen
- Mülheimer Dramatikerpreis 2014 und 2016
- Dramatikerpreis der deutschen Wirtschaft 2015[6]